# Halictus grossellus
Halictus grossellus är en biart som beskrevs av Ebmer 1978. Halictus grossellus ingår i släktet bandbin, och familjen vägbin. Inga underarter finns listade i Catalogue of Life.